# Elapsoidea broadleyi
Espèce
Elapsoidea broadleyi est une espèce de serpents de la famille des Elapidae. 

## Répartition
Cette espèce est endémique de Somalie.

## Description
C'est un serpent venimeux.

## Étymologie
Cette espèce est nommée en l'honneur de Donald George Broadley.

## Publication originale
- Jakobsen, 1997 : A review of some East African members of the genus Elapsoidea Bocage with the description of a new species from Somalia and a key for the genus (Reptilia, Serpentes, Elapidae). Steenstrupia, vol. 22, p. 59-82.